# 都城市立志和池小学校
都城市立志和池小学校（みやこのじょうしりつ しわいけしょうがっこう）は、宮崎県都城市上水流町にある公立の小学校。

## 概要
歴史
1900年（明治33年）に尋常小学校3校（上水流・下水流・岩満）が統合の上、「志和池尋常小学校」として創立。現校名となったのは1957年（昭和32年）。2026年（令和8年）には創立150周年を迎える。
校章
中央に校名の頭文字である「志」の文字を配している。
校歌
作詞は服部七郎、作曲は池田玉による。歌詞は2番まであり、両番の歌詞中に校名の「志和池小学校」が登場する。
通学区域
都城市のうち、「上水流町、下水流町、岩満町、丸谷町（一部）」。
中学校区は都城市立志和池中学校。

## 沿革
前史
- 1872年（明治5年）- 学制が頒布される。
- 1873年（明治6年）- 志和池地区は第五大学区第二十七番中学区に属し、人民共立小学校が設置された[2]。
  - 「第六十四番 野々美谷小学校[3]」
  - 「第六十五番 上水流小学校」
  - 「第六十六番 岩満小学校」
  - 「第六十七番 丸谷小学校[3]」
  - 「（無番）下水流小学校」（元・高原郷に属す）
    - 所属する県は、1873年（明治6年）1月14日までは都城県、同年1月15日からは宮崎県（第一次）、1876年（明治9年）8月21日からは鹿児島県となる。1883年（明治16年）5月9日から再び宮崎県（第二次）となっている。
- 1886年（明治19年）- 小学校令施行により、各小学校は簡易科（3年制）を設置の上、簡易小学校となる。
- 1889年（明治22年）5月1日 - 町村制の施行により、北諸県郡5村（岩満、丸谷、野々美谷、上水流、下水流）が合併の上、「志和池村」が発足。
- 1890年（明治23年）- 各簡易小学校が、尋常科（4年制）を設置の上、尋常小学校となる。

本史
- 1900年（明治33年）5月10日 - 志和池村の尋常小学校3校（上水流・下水流・岩満）を統合の上、「志和池尋常小学校」を創立。補習科を設置。
- 1901年（明治34年）5月14日 - 高等科を併置の上、「志和池尋常高等小学校」に改称[2]。
- 1906年（明治39年）- 志和池農業補習学校を併置。
- 1908年（明治41年）4月 - 改正小学校令により、尋常科（義務教育年限）が4年制から6年制に改められる。尋常科5年を新設。
- 1909年（明治42年）4月 - 尋常科6年を新設。
- 1941年（昭和16年）4月1日 - 国民学校令施行により、「志和池村志和池国民学校」に改称。尋常科を初等科に改める。
- 1947年（昭和22年）- 学制改革が行われる（六・三制の実施）。
  - 4月1日 - 国民学校初等科は、新制小学校「志和池村立志和池小学校」に改組・改称。
  - 5月8日 - 国民学校高等科は、青年学校普通科とともに、新制中学校「志和池村立志和池中学校」に改組・改称。
- 1957年（昭和32年）3月1日 - 都城市との合併により、「都城市立志和池小学校」（現校名）と改称。
- 1970年（昭和45年）9月 - 交通公園が完成。
- 1971年（昭和46年）
  - 3月 - 体育館が完成。
  - 7月 - プールが完成。
- 1972年（昭和47年）5月 - 都城市学校給食センターによる給食を開始。
- 1973年（昭和48年）4月 - 天皇・皇后が来校。
- 1978年（昭和53年）3月 - 鉄筋コンクリート造2階建て新校舎が完成。
- 1984年（昭和59年）10月 - 校旗を制定。
- 1985年（昭和60年）3月 - 鉄筋コンクリート造3階建て新校舎が完成。
- 1988年（昭和63年）3月 - 管理棟を改築。
- 1990年（平成2年）8月 - クスノキを学校の木に、ユリノキを学校の花に制定。
- 1993年（平成5年）6月 - 新プールが完成。
- 1995年（平成7年）2月 - パソコン室を設置。
- 1996年（平成8年）3月 - 新体育館が完成。
- 2000年（平成12年）11月18日 - 創立100周年記念式典を挙行。
- 2003年（平成15年）8月 - 理科室を改修。
- 2008年（平成20年）8月 - 「提撕（ていせい）[4]の会」を設立。
- 2017年（平成29年）4月 - 通級指導教室（ことば）を開設。
- 2019年（令和元年）12月 - 校旗を新調。

## 交通アクセス
最寄りの鉄道駅
- JR九州 日豊本線・えびの高原線 「都城駅」

最寄りのバス停留所
- 宮崎交通バス（宮交バス）「志和池」停留所
- 高崎観光バス 「志和池小学校」停留所

最寄りの幹線道路
- 宮崎県道46号高城山田線
- 宮崎県道420号中方限庄内線
- 国道221号

## 周辺
- 都城市立志和池中学校
- 志和池地区公民館
- 上水流中自治公民館
- 志和池郵便局
- ししのこ幼稚園
- 新城跡